# Архипов, Игорь Витальевич
И́горь Вита́льевич Архи́пов (род. 17 ноября 1953, Саратов) — российский политический деятель, депутат Государственной Думы ФС РФ пятого созыва (2007—2011).

## Биография

### Депутат Государственной думы
23 сентября 2010 года получил мандат депутата Государственной думы, освободившийся после того как Юрий Зеленский вернулся на прежнюю работу начальника Главного управления ЦБ РФ по Саратовской области.